# أوغستين
أوغستين هي كميونة في رومانيا، تقع في مقاطعة براسوف، بلغ عدد سكانها 1,860  نسمة وذلك حسب إحصائيات سنة 2011، عاصمتها أوغستين ‏، رمزها البريدي هو 507151.